# Teufe
Teufe ist die bergmännische Bezeichnung für die Tiefe. Die Teufe (hT) gibt an, wie tief ein Punkt unter Tage unter der Tagesoberfläche (der Erdoberfläche im Umkreis der Grube) liegt. Demgegenüber wird mit der Höhe h der von einer Bezugsfläche nach oben gemessene Abstand bezeichnet. Der senkrechte Abstand zwischen der Tagesoberfläche und einem Punkt im Grubengebäude, also die vertikale Teufe, wurde früher auch als Seigerteufe bezeichnet. Diese Unterscheidung wird heutzutage nicht mehr gemacht, Teufe und Seigerteufe sind synonym.

## Bezugspunkte
Die Teufe wird immer von einem Bezugspunkt angegeben. Im frühen Stollenbau gab es die sogenannte Stollenteufe. Hierzu wurde vom Markscheider ein fester Bezugspunkt bestimmt, von welchem aus vermessen wurde. Der Stollen lag entweder oberhalb oder unterhalb des Bezugspunktes. Befand sich der Stollen oberhalb des markscheiderischen Bezugspunktes, lag er somit bei steigender Seigerteufe. Befand sich der Stollen unterhalb des Bezugspunktes, lag er bei fallender Seigerteufe. Mit aufkommendem Tiefbau wurde als Bezugspunkt eine Geländeoberkante, in der Regel die Rasenhängebank gewählt.
Heute wird im Bergbau in Deutschland hauptsächlich die Bezugsfläche Normalhöhennull (NHN; früher Normalnull NN) gewählt. Dadurch gibt es negative und positive Höhenangaben. Höhenangaben sind keine Teufenangaben. Liegt ein Punkt unter NHN, so erhält er das Vorzeichen − (Minus), liegt er oberhalb, + (Plus). Die NHN-Höhe hat das Formelzeichen H.

## Ewige Teufe
Im frühen Bergbau war das verliehene Abbaurecht, bedingt durch den Stollenbau, auf eine bestimmte Teufe begrenzt. Dies bedeutete für den einzelnen Stollenbesitzer, dass ihm zwischen Firste und Sohle ein gewisses Seigermaß zustand. Er konnte die Lagerstätte bis zur ewigen Gänze ausbeuten. Abgeleitet wurde dieser Begriff von der Annahme, dass eine Feldberechtsame vor sich und in die Gänze des Gebirges ewig dauern wird. Man setzte voraus, dass das Gebirge die Grenze bildete und die ewige Gänze spätestens erreicht war, wenn man mit einem anderen Stollen durchschlägig wurde. Grenzten schon belehnte Felder an das eigene Feld an, so konnte man somit bis zur Grenze eines schon belehnten Feldes bauen. Mit Aufkommen des Tiefbaus, aber auch durch die Verleihung von Geviertfeldern, war diese Regelung so nicht mehr durchführbar. Durch Einführung der Vierung wurde die Regelung dahingehend geändert, dass nun die Verleihung bis in die ewige Teufe erfolgte. Die ewige Teufe ist die nach unten unbegrenzte Teufe. Durch die ewige Teufe wird einem Bergwerksbesitzer mit der Verleihung das Recht erteilt, bei einem streichenden Grubenfeld innerhalb seiner Feldesgrenzen die Lagerstätte dem Fallen nach so tief abzubauen wie er kann oder wie die Lagerstätte in der Tiefe reicht.

## Sonstige Teufen

Darstellung von flacher und Seigerteufe an einem tonnlägigen und einem seigeren Tageschacht

Neben der Seigerteufe gibt es auch noch die flache Teufe. Die flache Teufe ist der Abstand, der zwischen zwei untereinander liegenden Punkten besteht, wenn sie sich auf einer flachen schiefen Ebene befinden.
Während des Stollenbergbaus gab es auch die Erbteufe. Dies war die Teufe, die ein Stollen haben musste, damit ihm die Erbstollengerechtigkeit verliehen werden konnte. Die Enterbungsteufe lag – je nach Bergbaurevier – ein bestimmtes seigeres Maß unterhalb der Erbstollensohle. Wurde ein weiterer Erbstollen angelegt, der die Enterbungsteufe erreichte, wurde dem ersten Erbstollen die Erbstollengerechtigkeit entzogen.
Im Erzbergbau gab es die sogenannte Erzteufe. Dies war die Teufe, in welcher eine Lagerstätte – nach der Erfahrung der Bergleute – das meiste Erz führte. So hatten die Bergleute herausgefunden, dass mächtige Lagerstätten in der Regel eine größere Erzteufe hatten als schmale Erzgänge. Sowohl ober- als auch unterhalb der Erzteufe war die Lagerstätte nicht so reichhaltig. Kam man tiefer als die Erzteufe, so sagte der Bergmann: „Die rechte Erzteufe ist schon übersuncken“.